# Frédéric Le Play

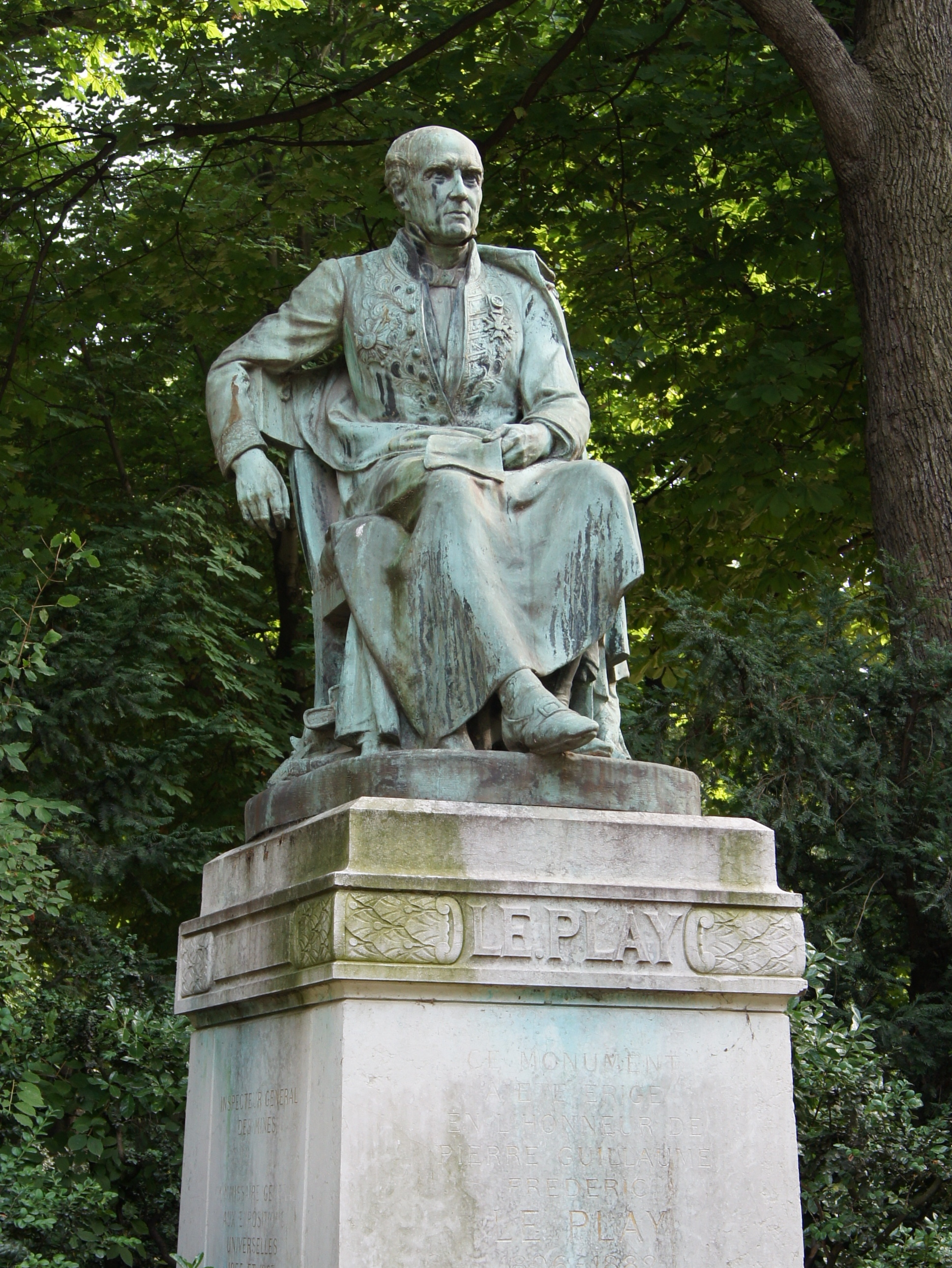
Estatua de Frédéric Le Play en los Jardines de Luxemburgo. André-Joseph Allar, 1906.

Pierre Guillaume Frédéric le Play (La Rivière-Saint-Sauveur, 11 de abril de 1806-París, 5 de abril de 1882) fue un ingeniero, sociólogo y economista francés.

## Biografía

### Primeros años
Hijo de Pierre Antoine Le Play, un funcionario de aduanas, y Marie Louise-Rosalie Auxillon, se crio en un entorno rural y tradicional de la Baja Normandía, ambiente que tendrá influencia en él durante toda su vida.[cita requerida] En 1811, tras el abandono del hogar de su padre, marchó por primera vez a París, donde recibió su primera educación formal en una escuela en la calle Grétry, de la que no guardaría buenos recuerdos.[cita requerida] Fue en casa de su tío, en estos años, donde asistió por primera vez a tertulias de religión y política con diversos invitados que habían sido testigos de la Revolución de 1789. Esta experiencia enriqueció al entonces joven Le Play, lo que le permitiría madurar con cierta precocidad.
Su formación académica fue bastante completa, destacando como buen estudiante. Entre 1818 y 1822 cursó Humanidades en El Havre. En 1824 estudió matemáticas en el Colegio Saint-Louis de París, para entrar más tarde, en 1825, en la École Polytechnique y, posteriormente, en la École des Mines, donde fue felicitado por ser el alumno más aventajado. En 1830, un desafortunado accidente de laboratorio le dejó malherido y convaleciente, con las manos gravemente deformadas, aunque conservó la capacidad de escribir. En dicho año en París, presenció la violencia desatada que derrocó a Carlos X. Fue presenciando la sangre y el odio desatado cuando decidiría remediar los males sociales que azotaban a Francia; de esa experiencia escribiría:

Fue entonces, en efecto, que tomé la resolución de remediar tanto como me fuera posible las llagas abiertas de mi país. Formé el propósito de dedicar cada año seis meses de viaje a mis estudios metalúrgicos, mezclándolos con los de las familias y las sociedades. Cumplí fielmente mi propósito.
Frédéric Le PLay, 1877-79, I, p.41

### Viajes por Europa: de España a Rusia
En 1833 viajó a España, requerido para elaborar un mapa geológico y estadístico de la Península. Pasó ocho días en Madrid, para luego recorrer el territorio visitando lugares como Logrosán, Almadén, Badajoz, Albuquerque, Cáceres, Guadalcanal, El Pedroso, Río Tinto y Tarifa. Su viaje finalizó abruptamente tras caer enfermo en Granada, donde decidió volver a Francia.
En 1834 fue nombrado secretario del Comité Permanente de Estadística Minera. En 1837 viajó a Rusia, llamado por el industrial Anatoli Demídov, conde de San Donato, quien le confió la organización de las minas de los Urales con el fin de aumentar su productividad. En dicho país observó la vida de las comunidades de trabajadores, donde la tradición seguía vigente sin aparentes influencias revolucionarias, y lo considerará como una forma de virtud. Durante un cuarto de siglo viajó por Europa, recopilando una gran cantidad de datos sobre las condiciones sociales y económicas de las clases trabajadoras.
En 1840 ocupó el cargo de ingeniero jefe y profesor de Metalurgia de la École des Mines, dentro de la que llegó a ocupar el cargo de inspector en 1848. En estos años frecuentó reuniones políticas con personas de ideales reformistas, pero haciendo hincapié en el deseo del carácter moderado del proceso —aunque, eso sí, alejado del cada vez más corrupto reinado de Luis Felipe I—.

Estábamos todos de acuerdo en un punto esencial: la ejecución de la reforma social era, por excelencia, la obra de la paz, y ella excluía formalmente todo recurso a la violencia
Le Play[cita requerida]

### Revolución de 1848 e implicación en el Segundo Imperio francés
Le Play participó en el Gobierno provisional de 1848 con el objeto de poder demostrar que sus análisis y métodos sociales podrían ser una solución a los problemas de clase y alcanzar la paz social. Sería muy valorado, entre otras cosas, por su tendencia a aplicar su propio procedimiento científico. Coincidía con los socialistas en la necesidad de establecer medidas de control de los mercados, en oposición a los teóricos liberales británicos del momento, y en la creación de cooperativas y sindicatos como una suerte de contrapoder frente a los empleadores. El golpe de Estado de Luis Napoleón Bonaparte en 1851 provocó la disolución del círculo de reformistas al que pertenecía Le Play. 
En 1855 publicó Les Ouvriers européens, serie de 36 monografías sobre el presupuesto familiar típico de un amplio conjunto de situaciones laborales. Por esta obra se le otorgó el Premio Montyon de la Academia de Ciencias. En 1856 fundó la Sociedad Internacional de Estudios Prácticos de Economía Social (Société internationale des études pratiques d'économie sociale), dedicada a los estudios sociales. La revista de esta institución, La Réforme sociale se sigue publicando quincenalmente desde su fundación en 1881. 
Napoleón III le tenía en alta estima, y le nombró, en 1856, consejero de Estado, senador del Imperio y miembro de la Legión de Honor. Le confió la organización de las Exposiciones Universales de 1855 y de 1867. Además de estos cargos, llegó a ser asesor personal del propio emperador, participando activamente en el Segundo Imperio francés.

### Última etapa
En 1870, Le Play se retiró de la vida política, dedicando todo su tiempo a sus estudios y propuesta de reforma social. Pese a estar retirado, continuaría organizando reuniones en el salón de su domicilio hasta su muerte en 1882.
Su posición religiosa fue inicialmente el ateísmo, desde el que evolucionó gradualmente a la convicción de la necesidad de la religión, aproximándose a las posiciones del catolicismo liberal del entorno de Charles de Montalembert. En 1864 publicó un ensayo en defensa del cristianismo contra el darwinismo y el escepticismo. En 1879, tres años antes de su muerte, se convirtió al catolicismo. Se le considera un pensador contrarrevolucionario.
Sus restos reposan en el cementerio de Saint-Jean-Ligoure en el Distrito de Limoges en el Alto Vienne, donde tenía su propiedad.

## Monografías
Le Play desarrolló diferentes metodologías de trabajo social como, por ejemplo, la monografía, donde trataba de combinar lo cualitativo y lo cuantitativo —como el presupuesto de cada familia—. El análisis del presupuesto familiar como elemento cuantitativo se considera uno de sus mayores aportes.
Tablas donde se definen las diferentes variables a tener en cuenta en cada estudio:
| Descripción: lugar, industria y familia | Medios de vida de la familia | Modo de vida de la familia   | Historia de la familia                                                            |
| --------------------------------------- | ---------------------------- | ---------------------------- | --------------------------------------------------------------------------------- |
| Suelo, industria y población            | Propiedades                  | Alimentos y comidas          | Principales fases de existencia                                                   |
| Situación civil de la familia           | Subvenciones                 | Vivienda, mobiliario y ropas | Costumbres e instituciones que aseguran el bienestar físico y moral de la familia |
| Religión y hábitos morales              | Trabajos y actividades       | Diversiones                  | —                                                                                 |
| Higiene y asistencia sanitaria          | —                            | —                            | —                                                                                 |
| Rango de la familia                     | —                            | —                            | —                                                                                 |

La escuela monográfica de Frederic Le Play, clasifica tres tipos de familia: 
La Familia patriarcal. En la que los hijos permanecen bajo la autoridad de la cabeza de familia, condenados a sacrificar todos sus esfuerzos individuales por la comunidad familiar.
La Familia inestable. Cuyos rasgos fundamentales son el individualismo extremo
La Familia particularista o troncal. Prepara a su jóvenes para preparar sus propios asuntos o negocios con entera independencia.
Desde ese punto de partida, por un lado, toma la familia como una unidad básica y la más simple ya que ella pese a sus diversidades, aparece en todas partes tanto en las sociedades complejas cuanto en las simples porque su fundamento es natural. El presupuesto familiar refleja la vida completa de la familia, su organización y sus funciones. La realidad familiar está en directa relación a su presupuesto de ingresos y gastos. Así tenemos la conocida fórmula de Le Play “lugar, trabajo y familia" en esta forma la unidad social (familia) está relacionada con la situación geográfica con el trabajo.
| Propiedades                                         | Subvenciones                               | Trabajo familiar  | Actividad aprendida en la familia |
| --------------------------------------------------- | ------------------------------------------ | ----------------- | --------------------------------- |
| Propiedades muebles                                 | Propiedades en usufructo                   | Por el hombre     | —                                 |
| Valores muebles                                     | Derechos de uso sobre la propiedad comunal | Por la mujer      | —                                 |
| Derecho a subsidios de sociedades de seguros mutuos | Subsidio de objetos y servicios            | Por el hijo mayor | —                                 |

| Gastos en alimentación               | Gastos en vivienda | Gastos en vestir       | Gastos en diversiones, religión y sanidad | Gastos en pago de deudas, impuestos y seguros |
| ------------------------------------ | ------------------ | ---------------------- | ----------------------------------------- | --------------------------------------------- |
| Alimentos consumidos en el hogar     | Alojamiento        | Del trabajador         | Culto                                     | Gastos actividades                            |
| Alimentos consumidos fuera del hogar | Mobiliario         | De la mujer            | Instrucción de los niños                  | Interés de la deuda                           |
| —                                    | Calefacción        | De los niños           | Socorros y limosnas                       | Impuestos                                     |
| —                                    | Alumbrado          | Lavado y aseo personal | Diversiones y solemnidades                | Seguros                                       |
| —                                    | —                  | —                      | Asistencia sanitaria                      | —                                             |

## Obras
- Les Ouvriers européens, 1855.
- La Réforme sociale, 1864.
- L'Organisation de la famille, 1871.
- La Constitution de l'Angleterre, 1875 (en colaboración con M. Delaire).[6]